# Western Digital
Western Digital Corporation (vaak afgekort tot WD, soms tot WDC) is een Amerikaanse fabrikant van een aanzienlijk deel van de harde schijven in de wereld. Het bedrijf is bekend als maker van IC's en opslagproducten. Anno 2013 is WD wereldwijd de grootste fabrikant van harde schijven. De hoofdzetel bevindt zich in Irvine (Californië).
Western Digital is begin 1970 opgericht onder de naam General Digital, en maakte korte tijd testapparatuur voor MOS halfgeleiders. Het bedrijf ontwikkelde zich snel tot halfgeleidermaker, waarbij het van startkapitaal werd voorzien door individuele investeerders en de industriegigant Emerson Electric. De huidige naam wordt gebruikt sinds juli 1971 en kort daarna werd het eerste product onder de nieuwe naam op de markt gebracht, de WD1402A UART. Eind 2004 kwam WD met harde schijven voor notebooks (laptops) op de markt.
Western Digital heeft in 2016 SanDisk overgenomen.